# Fineu (rei da Trácia)
Fineu, na mitologia grega, foi um rei da Trácia.
Fineu casou-se com Cleópatra, filha de Bóreas e Orítia, filha de Erecteu, com quem teve dois filhos; em seguida ele casou-se com Ideia, filha de Dárdano, rei dos citas.
Quando os Argonautas chegaram à Trácia, os dois filhos de Cleópatra estavam sendo severamente castigados, baseados em uma acusação falsa de Ideia. Eles foram libertados, e Fineu fez guerra contra os argonautas, sendo morto por Héracles.
Diodoro Sículo menciona uma versão alternativa na qual os filhos de Cleópatra foram cegados pelo seu pai, e que Fineu foi, depois, cegado por Bóreas.

## Outras versões

### Higino
Fineu, filho de Agenor, tinha dois filhos com Cleópatra. Por causa de maquinações da segunda esposa de Fineu, os filhos de Cleópatra foram cegados por seu pai. Apolo havia dado a Fineu o dom da profecia, mas como ele havia revelado os segredos dos deuses, Zeus tirou-lhe a visão e enviou as harpias para persegui-lo: elas dedicavam-se a roubar a comida do cego, ignorando seus servos que tentavam, sem sucesso, afugentá-las.
Fineu já estava prestes a morrer de fome quando os Argonautas chegaram. Fineu prometeu revelar o caminho se eles o libertassem das harpias. Zetes e Calais, filhos do vento norte e Orítia, que tinham asas nas cabeças e nos pés, expulsaram as harpias para as ilhas Estrófades, salvando-o da morte.
Fineu ajudou os argonautas a atravessar as Simplégades enviando um pombo, e mandando eles atravessarem as rochas remando com toda a força após as rochas se abrirem.
Fineu também ajudou os argonautas ensinando-os como se livrar dos pássaros da ilha de Dia, que usavam suas penas como flechas. A solução foi usar os escudos e lanças para fazer barulho, e assim afastar as aves, à maneira dos curetes.

### Os Heróis do Olimpo
No livro O Filho de Netuno da série Os Heróis do Olimpo, de Rick Riordan, ele aparece como aliado de Gaia, atormentado pelas harpias, que foram amaldiçoadas à só poderem alimentar-se da comida de sua mesa. Ele almeja capturar Ella, uma harpia de penas vermelhas que decora livros e que o perturba. Percy, Hazel e Frank o vencem  fazendo uma aposta e e enganando-lhe, dando-lhe sangue do lado esquerdo de uma Górgona, este que pode matar qualquer um muito dolorosamente.

### Díctis de Creta
Fineu era filho de Agenor, e o pai de Olizone, esta casou-se com Dárdano, com quem teve o filho Erictônio.